# 주니오르 네그랑
글레이디오노르 피게이레두 핀투 주니오르(포르투갈어: Gleidionor Figueiredo Pinto Júnior, 1986년 12월 30일 ~ ) 또는 주니오르 네그랑(포르투갈어: Junior Negrão)은 브라질의 축구 선수로 포지션은 스트라이커, K리그 등록명은 주니오였다. 현재 중국 갑급리그의 쓰촨 주뉴에서 활약하고 있다.

## 클럽 경력
2005년 나시오나우에서 축구생활을 시작하여, 브라질 명문 코린치앙스를 거쳐 톰벤시로 이적하였다. 이 곳에서부터 세계 여러 나라로 임대를 전전하게 된다. 포르투갈의 CF 벨레넨스스, 벨기에의 베이르스홋 AC, 스위스의 FC 로잔 스포르를 거쳐갔다. 2016년 태국 1부 리그의 무앙통 유나이티드 FC로 완전이적하였으나, 곧바로 파타야 유나이티드 FC로 임대를 떠나기도 했다. 2017년 대구 FC로 이적하였지만 3월 장기 부상을 이유로 대구를 떠났다가 7월 다시 대구에 입단하였다.
그 후 주니오는 원 소속 구단인 브라질 톰벤시와 계약 문제와 몸 값 부풀리기 논란이 있었지만 구단과 이야기를 잘 마쳤고, 2018년 1월 22일에 울산 현대로 이적하였다. 2018년 3월 31일 포항 스틸러스와의 경기에서 후반 33분 골을 성공시키며 울산 이적 후 첫 득점이자 팀의 리그 첫 득점을 기록한 것을 시작으로, 2018 시즌 동안 22골을 기록하여 말컹과 함께 K리그 베스트 11 공격수 부문에 선정되었다.
그리고 2019 시즌에는 19골을 기록하여 2년 연속 K리그 베스트 11 공격수 부문에 선정되었고 2020 시즌에는 7월 4일에 있었던 인천과의 경기에서 울산 입단 후 첫 해트트릭을 기록하였는데 이는 2017년 10월 대구 시절 이후(전남전에서 해트트릭을 기록) 2번째 해트트릭이다.
주니오는 EA코리아가 후원하는 7월 '이달의 선수'에 선정되었는데 이는 K리그 최초 1시즌 2회 EA 이달의 선수상 수상이자, K리그 최초 통산 3회에 달하는 기록이다.(2019년 9월, 2020년 5월 및 7월)
2020 시즌 후 27경기 26골 2도움을 기록하며 K리그 역대 득점왕 1위에 해당하는 기록(평균 0.96골)을 세웠고 3년 연속 K리그 베스트 11 공격수 부문에 선정되었으며 2020년 AFC 챔피언스리그에서는 7골로 득점 부문 공동 1위에 등극하며 팀의 8년만의 우승에 큰 기여를 했다.
2020 시즌 후, 울산과의 계약 기간이 만료되어 재계약 협상을 펼쳤지만 의견 차이가 있어 이루지 못했다. 결국 2021년 1월 7일에 울산을 떠나 창춘 야타이로 이적하였다.
2023년 4월 21일, 중국 갑급리그의 쓰촨 주뉴에 입단했다.

## 수상 내역

### 클럽

#### 울산 현대
- AFC 챔피언스리그 우승: 2020

### 개인
- K리그 베스트 11: 2018, 2019, 2020
- EA 이달의 선수상: 2019
- K리그 이달의 선수상 : 2020년 5월, 2020년 7월
- K리그1 득점왕: 2020
- AFC 챔피언스리그 베스트 11: 2020